# Jan Saenredam

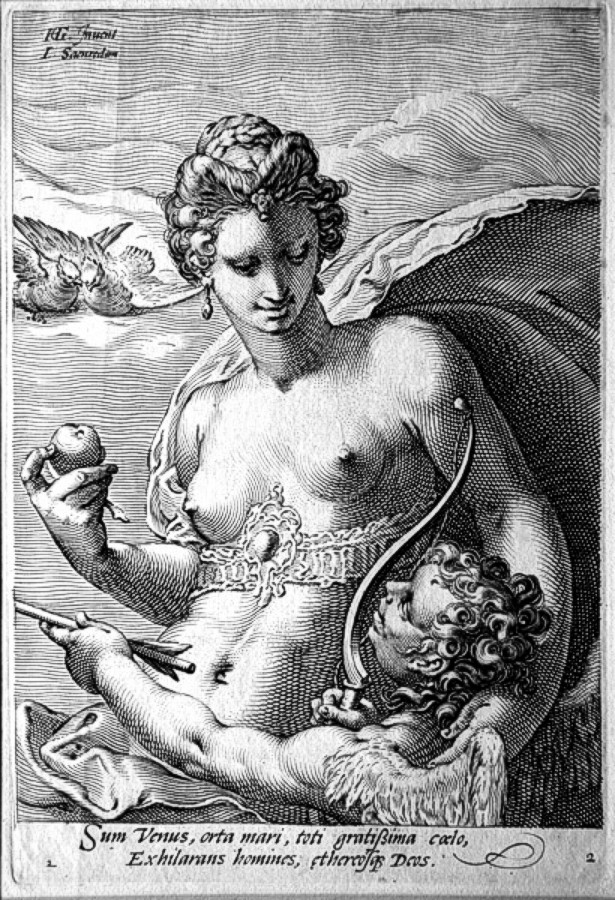
Venus y Cupido, buril de Jan Saenredam por dibujo de Hendrik Goltzius conservado en Düsseldorf.

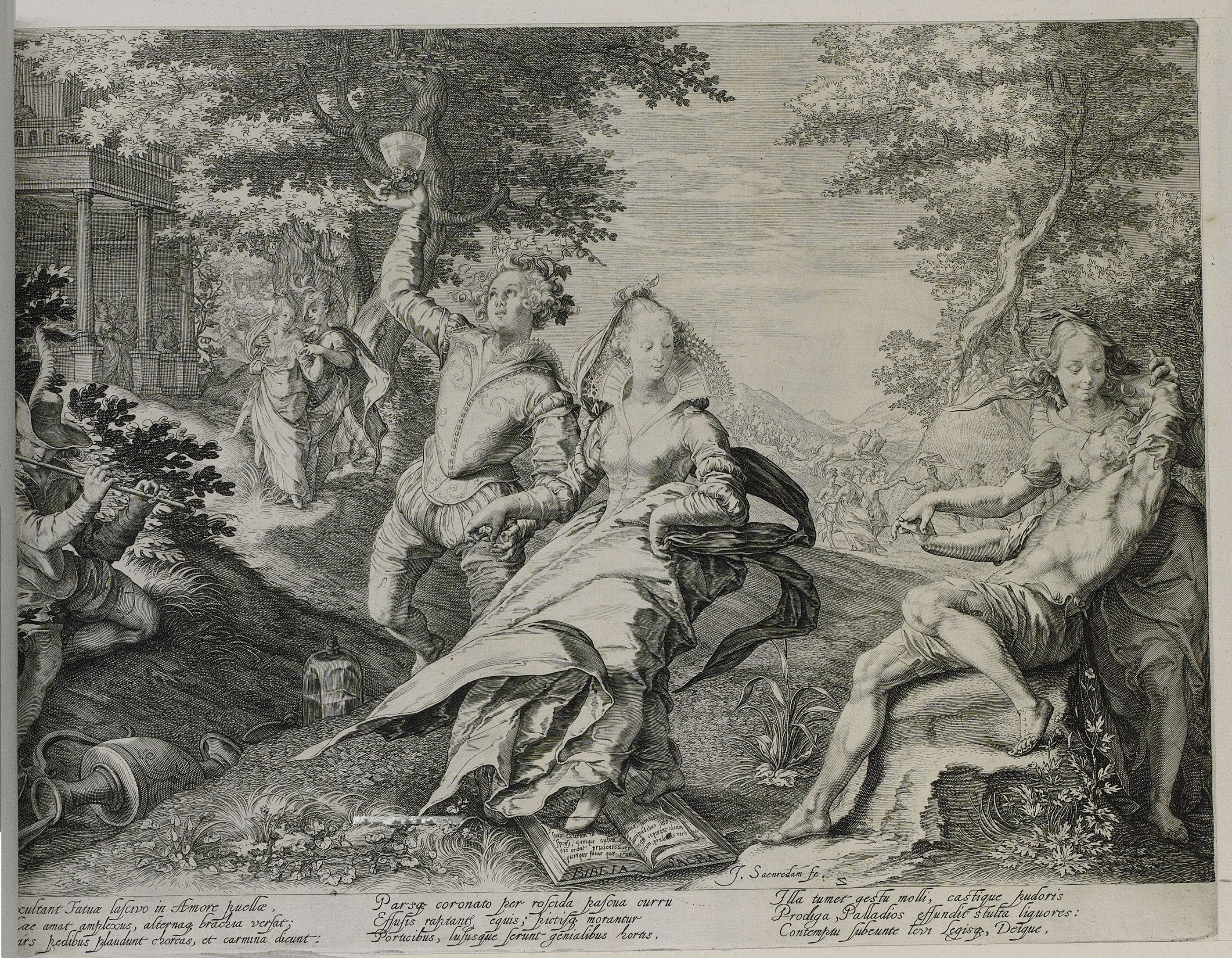
Las vírgenes necias bailando

Jan Pieterszoon Saenredam (Zaandam, 1565 - Assendelft, 6 de abril de 1607) fue un pintor, grabador y cartógrafo holandés de época manierista. Se hizo célebre por sus imágenes alegóricas, mitológicas y bíblicas. No debe confundirse con su hijo, también pintor, Pieter Jansz Saenredam.
Jan quedó pronto huérfano y se crio con su tío, Pieter de Jongh, que ejercía un cargo municipal en Assendelft. Comenzó el aprendizaje de la cestería, pero sus maestros quedaron asombrados de las complejas decoraciones que realizaba, incluso en los libros y cuadernos que usaba para aprender a leer y escribir. Se conserva uno de ellos en la residencia del señor de Assendelft, con la copia de los diez mandamientos. Descartadas las opciones de dedicarse a otras actividades, se le colocó de aprendiz de cartógrafo. Su primer mapa está fechado en 1589, y es la provincia de Holanda del libro denominado Guiccardijn (sobre la obra de Lodovico Guicciardini Descripción de los Países Bajos, 1593). Un abogado llamado Spoorwater tot Assendelft convenció a su maestro de la conveniencia de dejar al joven desarrollar su talento natural, y se le envió a aprender dibujo con Hendrick Goltzius en Haarlem, donde llegó al grado de maestro con 24 años (1589).
Tras trabajar algún tiempo con Goltzius, surgieron entre ellos celos profesionales y rivalidad, lo que determinó su partida para Ámsterdam, donde trabajó dos años. Volvió en 1595 desde Ámsterdam a Assendelft, donde estableció su propio taller y se casó con Anna Pauwelsdochter. Murió de tifus, dejando a su viuda una considerable riqueza, como resultado de sus inversiones en la Compañía Holandesa de las Indias Orientales. Fue enterrado en el coro de la iglesia de San Adolfo de Assendelft, grabándose esta iscripción en su lápida: Ioannis Saenredam Sculptoris celeberrimi.
Su primer grabado fue sobre el tema de los doce apóstoles, sobre un dibujo de Karel van Mander. Realizó otros a partir de obras de Goltzius, Abraham Bloemaert, Cornelis van Haarlem, Polidoro da Caravaggio, y de su propia invención. Entre las cerca de 170 planchas que realizó hay una historia de Diana y Calixto de Paulus Moreelse, fechada en 1606. Dejó incabadadas dos planchas sobre dibujos de Bartholomeus Spranger y Willem Thibaut, que fueron terminadas por Jacob Matham.